# 조지아 수족관

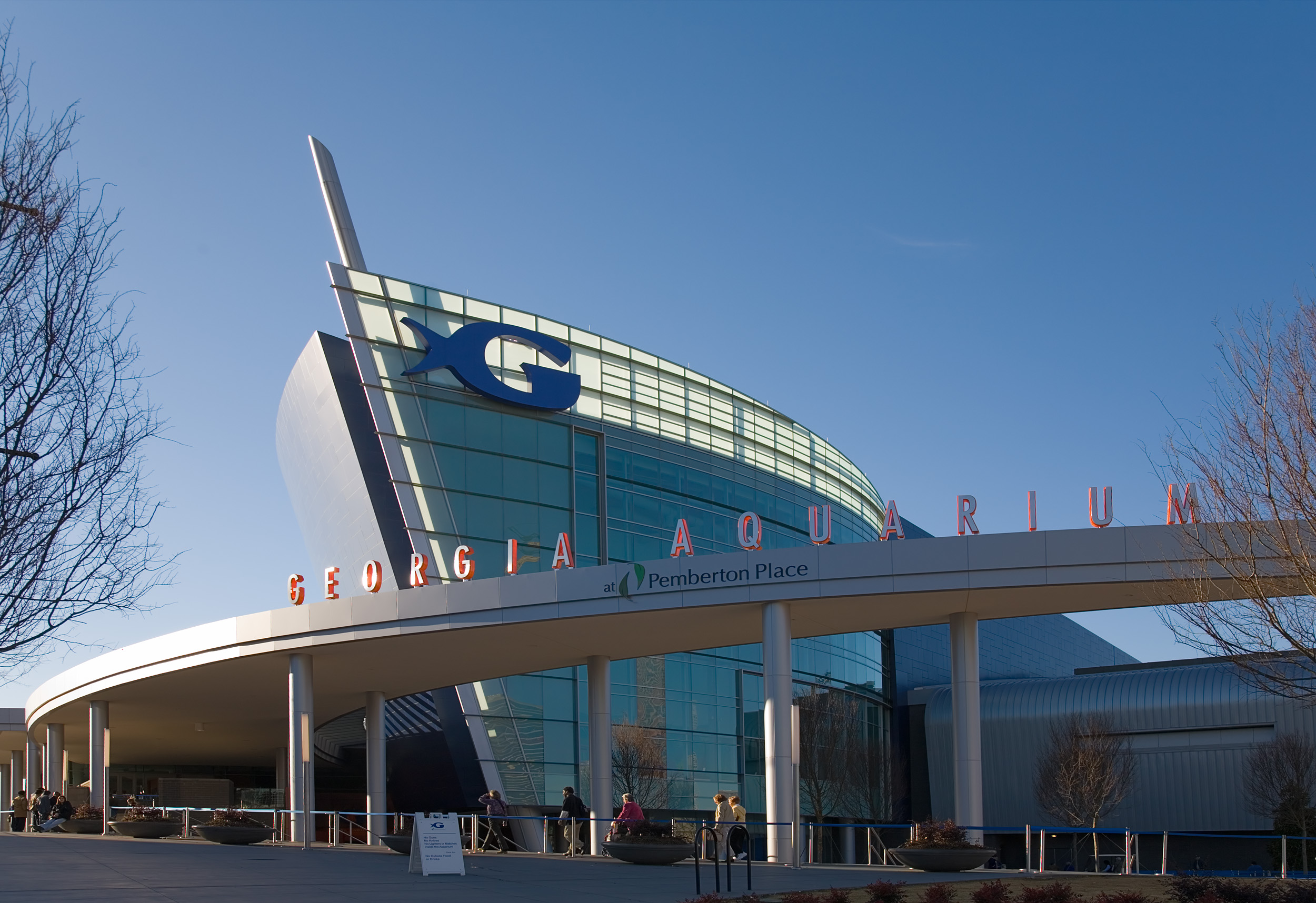
조지아 수족관

조지아 수족관(Georgia Aquarium)은 세계 최대의 수족관으로 애틀랜타의 중심가에 위치해 있다. 대부분의 설립 자금은 조지아 출신으로 홈디포(Home Depot)를 창업한 버니 마커스(Bernie Marcus)가 2억5000만 달러를 기부하였다. 2005년 11월 23일 개관했고, 입장료는 성인의 경우 세금 포함 36달러로, 미국 내의 비영리 수족관 중에 비싼 편에 속한다. 아시아 바깥의 수족관에서는 처음으로 지구상에서 가장 큰 물고기인 고래상어를 전시하고 있다.